# ヤーコポ・サンソヴィーノ

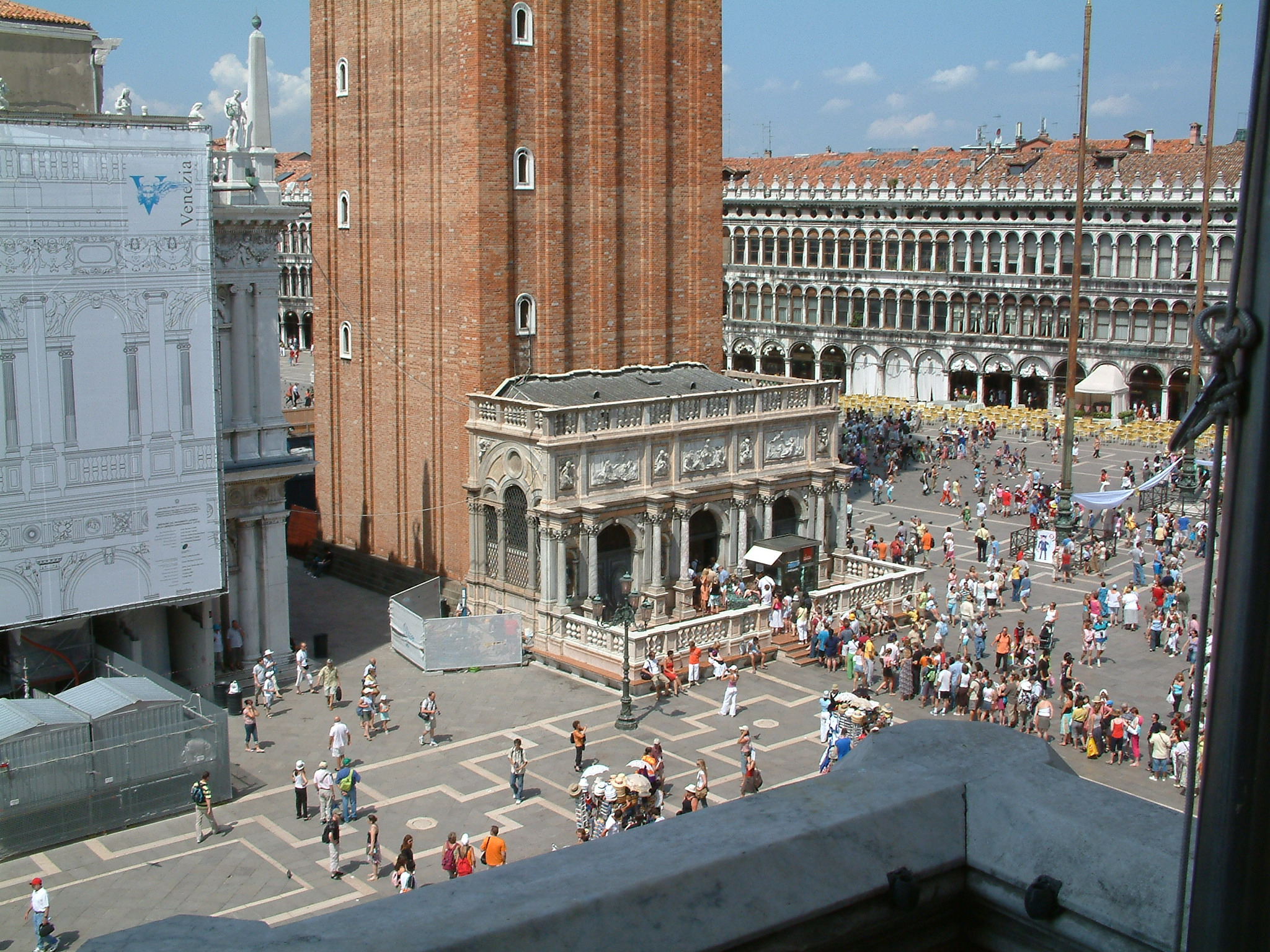
ヴェネツィアの鐘楼の非常に装飾されたロジェッタ（テラス）

ヤーコポ・サンソヴィーノ（Jacopo Sansovino、1486年7月2日 - 1570年11月27日）は、イタリアのルネサンス期の建築家、彫刻家。ヴェネツィアの主導的建築家として活躍し、盛期ルネサンス建築を導入した。

## 生涯
1486年、フィレンツェに生まれ、アンドレア・サンソヴィーノの下で彫刻家として修行し、元はJacopo Tattiと名乗っていたが彼の名を譲り受けヤーコポ・サンソヴィーノと改名した。
ローマでは、ラファエロとドナト・ブラマンテから知らせをもらい、画家ペルジーノの十字架降架を書く際に使用したワックス彫像を作成した。
1511年にフィレンツェに戻り、大聖堂から聖ヤコブ、現在のバルジェロ美術館からバッコスの大理石像の依頼を受けた。しかし、サン・ロレンツォ教会 (フィレンツェ)の正面を飾る彫刻の企画は、ミケランジェロによって拒否された。その後ミケランジェロが、この企画を担当したことから、彼は1518年に辛辣な抗議文を書くことになった。
1510から17年の間、彼は画家のアンドレア・デル・サルトと工房を共にし、モデルもシェアした。
その後、ローマに戻り9年間、1527年のローマ略奪まで、彫刻家、および古代彫刻修復家として働いたが、事件後、ヴェネツィアに逃れた。彼はそこでサン・マルコ大聖堂のドーム修復に携わり、1529年には、サン・マルコ大聖堂改修の初代監督官に任命された。
彼は、1535年からパラッツォ・コルネル・デッラ・カ・グランデの建設をはじめ、未だゴシック的要素の濃い大運河周辺の邸宅建築に、古典主義的手法を導入した。
1537年から1554年にかけて、ベッサリオーネ枢機卿の寄贈した書物を収蔵するために計画された国立マルチャーナ図書館、およびゼッカ（造幣局）、ヴェネツィアの鐘楼の非常に装飾されたロジェッタ（テラス）の設計と建設を行い、彫刻と建築の融合した装飾性の豊かな建築を創出した。